# The Honeydrippers: Volume One
The Honeydrippers: Volume One è un EP dei The Honeydrippers, band formata dagli ex Led Zeppelin Robert Plant e Jimmy Page, dal chitarrista Jeff Beck e da Nile Rodgers, uscito il 12 novembre 1984 per l'Atlantic Records. L'album nasce da un'idea del proprietario dell'Atlantic Ahmet Ertegün, che voleva racchiuso in un solo album alcune delle sue canzoni preferite degli anni '50.

## Tracce
1. I Get a Thrill – 2:37 (Rudy Toombs)
2. Sea of Love – 3:01 (Phil Phillips & George Khoury)
3. I Got a Woman – 2:55 (Ray Charles & Renald Richard)
4. Young Boy Blues – 3:28 (Phil Spector & Doc Pomus)
5. Rockin' at the Midnight – 5:55 (Roy Brown)
6. Rockin' at the Midnight (live) – 4:14 (Roy Brown) – Bonus Track

## Formazione
- Robert Plant - voce
- Jimmy Page - chitarra nelle tracce 1 e 2
- Jeff Beck - chitarra nelle tracce 3 e 5
- Nile Rodgers - chitarra
- Wayne Pedziwiatr - basso
- Paul Shaffer - tastiera
- Dave Weckl - batteria